# Magdenerbach
Der Magdenerbach (in Rheinfelden auch Stadtbach genannt) ist ein knapp vier Kilometer langer, linker und südlicher Nebenfluss des Rheins im Bezirk Rheinfelden, im Nordwestteil des Kantons Aargau in der Schweiz. Zusammen mit dem längeren Quellbach, dem Maispracherbach, hat das Gewässer insgesamt eine Länge von knapp 11 Kilometern.

## Geographie

### Verlauf

#### Quellbäche
Der Magdenerbach verläuft durch den westlichen Teil der Aargauer Region Fricktal. 
| Name             | Länge in km | EZG in km² | MQ in m³/s |
| ---------------- | ----------- | ---------- | ---------- |
| Maispracherbach  | 6,75        | 14,58      | 0,26       |
| Wintersingerbach | 5,52        | 15,91      | 0,25       |

Er entsteht in der Aargauer Gemeinde Magden auf rund 320 m ü. M. durch den Zusammenfluss von zwei aus dem Kanton Basel-Landschaft heranfliessenden Quellbächen, dem von Ostsüdosten kommenden Maispracherbach (auch Buuserbach bzw. Buuser Bach genannt) und dem Wintersingerbach, der aus südsüdöstlicher Richtung kommt. Der längere Maispracherbach ist trotz seines kleineren Einzugsgebiets Teil vom hydrologischen Hauptstrang des Magdenerbachs, da er einen grösseren mittlereren Abfluss (MQ) hat. Der Wintersingerbach ist daher nur ein Nebenstrang.
Die Quellgebiete der beiden oberen Bäche liegen zum grössten Teil im Landschaftsschutzgebiet «Tafeljura nördlich von Gelterkinden», das im Bundesinventar der Landschaften und Naturdenkmäler von nationaler Bedeutung verzeichnet ist. Die Gebirgslandschaft des Tafeljuras besteht aus mehreren isolierten Höhenzügen und Hochplateaus aus unterschiedlichen Kalkformationen des Hauptrogensteins, an deren Randstufen viele Quellen entspringen.

Der Magdenerbach und seine beiden Quellbäche
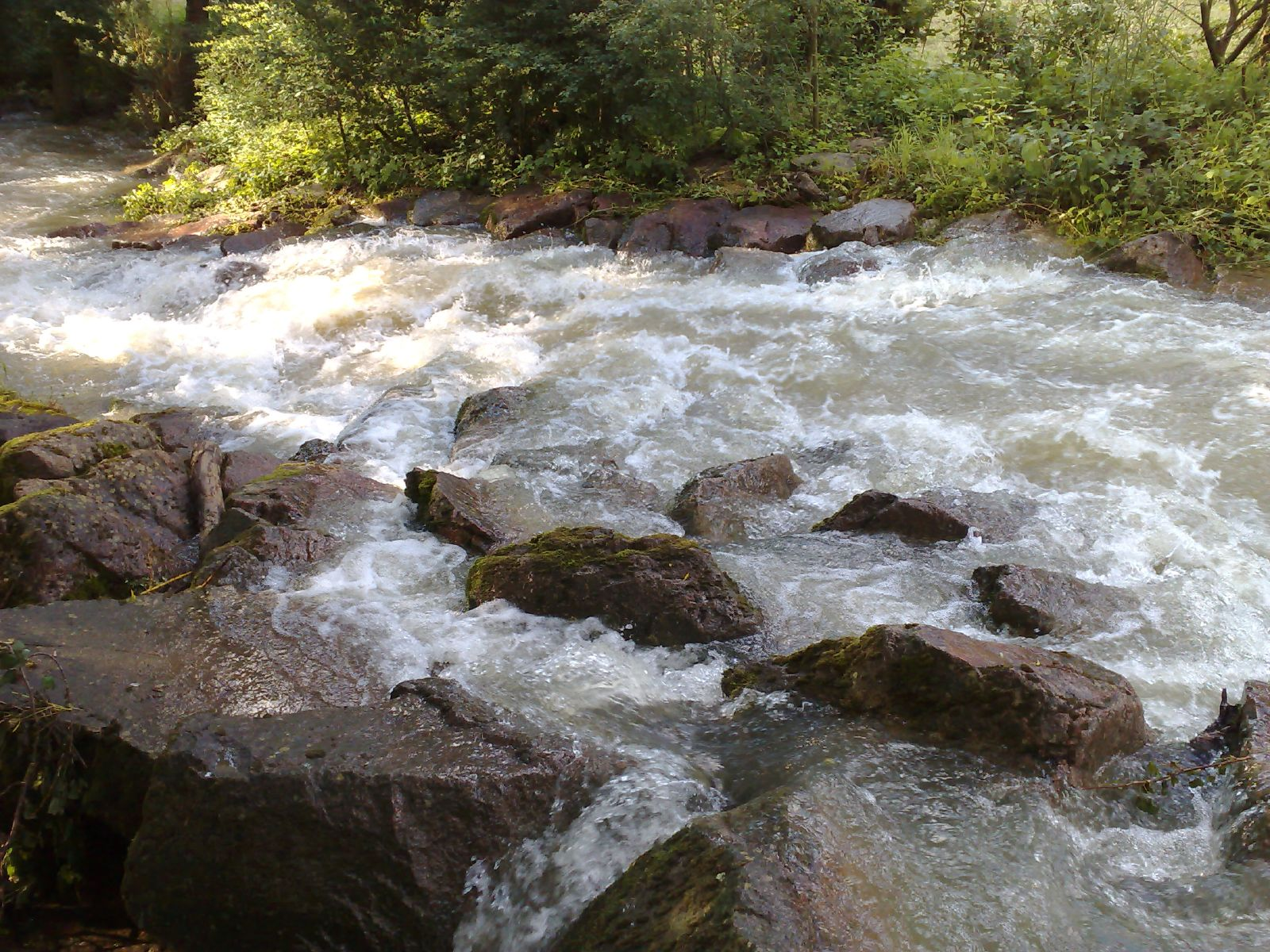
Der Magdenerbach zwischen Magden und Rheinfelden
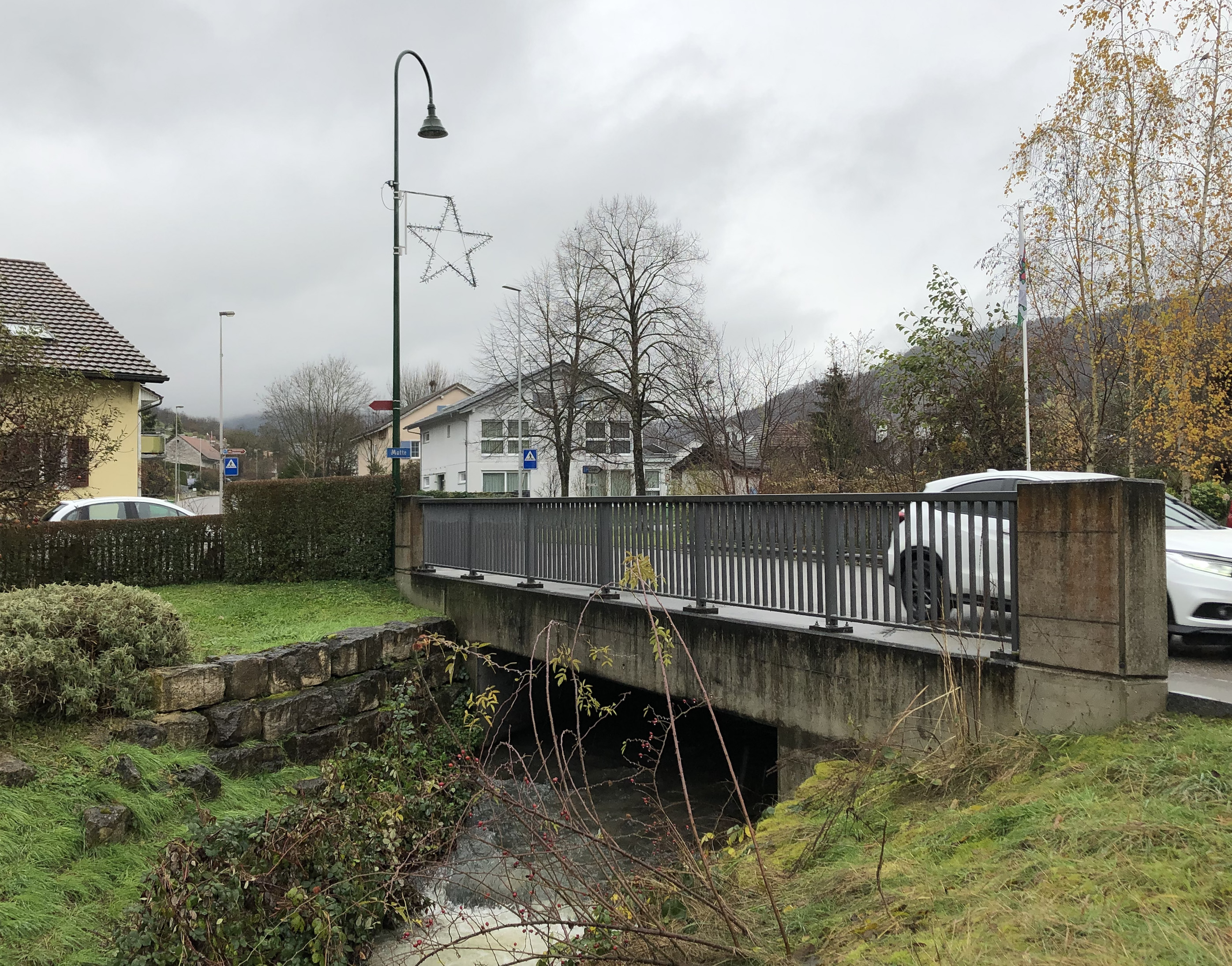
Der Maispracherbach in Magden (rechter Quellbach, Hauptstrang)
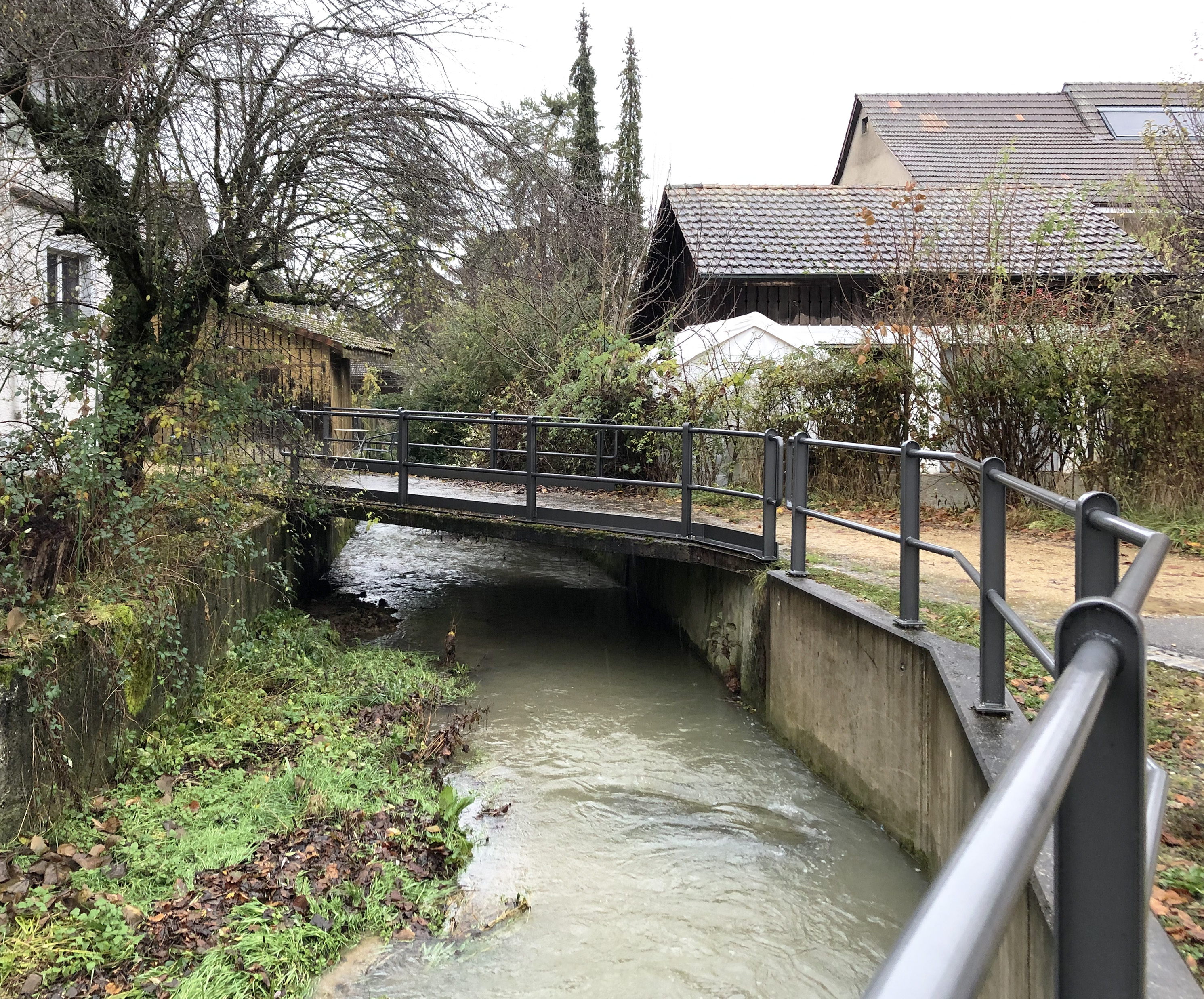
Der Wintersingerbach in Magden (linker Quellbach, Nebenstrang)

##### Maispracherbach
Der längere Oberlauf des Magdenerbachs entspringt als Chummengrabenbach im Gebiet des Kantons Basel-Landschaft östlich von Buus auf 585 m ü. M. im Tal Allmetgrabe am Nordfuss des Berges Gogel. Der Bach fliesst 2,5 Kilometer weit gegen Westen bis in das Dorf Buus,  wo er mehrere kürzere Nebenbäche aufnimmt. In Buus wird der streckenweise eingedolte Buuserbach von der Hauptstrasse 541 überquert, die durch das ganze Tal des Buuser- und Magdenerbachs bis nach Rheinfelden führt. Im Dorf Buus stand am Bach eine Mühle, die 1459 erstmals erwähnt ist, und von der heute nur noch ein Wasserrad vorhanden ist. Unterhalb der Ortschaft trieb der Bach früher noch das Wasserwerk einer Sägerei an. Der Bach fliesst zwei Kilometer weit in nordwestlicher Richtung nach Maisprach und an einer alten Mühle vorbei, die aus dem 17. Jahrhundert stammt und als Kulturgut von nationaler Bedeutung gilt. Von Maisprach aus fliesst der Bach über die Kantonsgrenze in das aargauische Magden, wo er auf den Wintersingerbach trifft.

##### Wintersingerbach
Der etwa 6,5 Kilometer lange Wintersingerbach entspringt mit dem Namen Fer auf 615 m ü. M. im Waldgebiet Chienisholz in der Nähe des Passübergangs Rickenbacher Höchi im Südosten der Baselbieter Gemeinde Wintersingen. Im weiten Talkessel bei dieser Ortschaft fliessen ihm mehrere Nebenbäche zu. Im Dorf bestanden früher eine Kornmühle, eine Sägerei und eine Gipsmühle. Von Wintersingen aus erreicht der Bach ebenfalls über die Kantonsgrenze und danach am Weiler Iglingen vorbei und durch die Flur Weieren das Dorf Magden.
Vom Mittelalter bis im 19. Jahrhundert dienten die Bäche auch in Magden dem Antrieb einer Mühle.

#### Magdenerbach
Von Magden fliesst der Magdenerbach in nordnordwestlicher Richtung durch das schmale Tal Ängi zwischen dem Berg (419 m ü. M.) im Westen und dem Steppberg (373 m ü. M.) im Osten nach Rheinfelden. Durch das enge, in den Felsboden des Muschelkalks eingetiefte Tal verläuft neben dem Bach weiterhin die Hauptstrasse 541, die Rheinfelden mit Gelterkinden verbindet. Die schmale Passage wurde von der Schweizer Armee mit Geländepanzerhindernissen und einer Sperrmauer im Bach gesichert, die heute Teil des kulturhistorischen Denkmal von nationaler Bedeutung «Sperrstelle Magden-Ängi» sind.
Am Südrand der Stadt Rheinfelden wird der Magdenerbach von einer Autobahnbrücke der A3 und einer Quartierstrasse überspannt. Bei der Autobahnbrücke kontrolliert der Kanton Aargau mit einer hydrometrischen Messstation den Abfluss des Baches. Ein Schwemmholzrechen aus einbetonierten Stahlrohren dient dem Hochwasserschutz. Er soll bei einem schweren Hochwasser aus den Gebirgsbächen am Oberlauf das Treibholz zurückhalten und damit Schäden an den Anlagen in der Stadt verhindern.
Im Chuenzental bewässert dieser mit dem abgeleiteten Mühlebach den Mühleweiher, und an dieser Stelle mündet der von Osten kommende, eingedolte Tellengrabenbach. Am Bachlauf im Gebiet von Rheinfelden entstanden im 19. und 20. Jahrhundert Fabriken, die mit kantonalen Konzessionen am Magdenerbach Wasserwerke betreiben konnten.
Im Zentrum von Rheinfelden unterquert der Magdenerbach mehrere Strassenbrücken, die Bahnlinie Basel–Zürich (Bözberglinie) und die Hauptstrasse 3. Danach umfliesst er die Altstadt auf der Ostseite im Graben vor der mittelalterlichen Stadtmauer. Die Brücke der Hermann-Keller-Strasse liegt im Verlauf der alten Landstrasse und direkt vor dem Kupfertorturm (oder Storchennestturm). Neben dem Stadtpark von Rheinfelden mündet der Bach von Süden kommend auf rund 266 m ü. M. in den Hochrhein.
Nur wenig oberhalb mündet auf der gegenüberliegenden Seite, im Gebiet der Stadt Rheinfelden im baden-württembergischen Landkreis Lörrach, der Dürrenbach in den Rhein.

### Einzugsgebiet
Das 40,8 km² grosse Einzugsgebiet des Magdenerbachs liegt im Schweizer Juragebirge und wird durch ihn über den Rhein zur Nordsee entwässert.
Es grenzt
- im Norden an den Rhein
- im Osten an das Einzugsgebiet des Möhlinbachs
- im Süden und im Westen an jenes der Ergolz
- und im Nordwesten an jene des Finstergrabens und des Wyssbrünnli, die ebenfalls in den Rhein münden.

Das Einzugsgebiet besteht zu 39,5 % aus bestockter Fläche, zu 50,0 % aus Landwirtschaftsfläche, zu 10,3 % aus Siedlungsflächen und zu 0,2 % aus unproduktiven Flächen.
Flächenverteilung
Die mittlere Höhe des Einzugsgebietes beträgt 460,3 m ü. M.

### Zuflüsse
Direkte und indirekte Zuflüsse, jeweils von der Quelle zur Mündung
- Maispracherbach (Buuserbach[12]) (rechter Quellbach, Hauptstrang)
  - Cherbächli (linker Quellbach)
  - Chummengrabenbach (rechter Quellbach)
    - Talbächli (rechts)

  - Summerstallbächli (rechts)
  - Binzholdenbächli (links)
  - Stockacherbächli (links)
  - Weidbächli (links)
  - Badbächli (links)
  - Griesbächli (rechts)
  - Hölibächli (links)
  - Usgland (rechts)
  - Oedlestebächli (rechts)
  - Hermlestebächli 1 (rechts)
- Wintersingerbach (linker Quellbach, Nebenstrang)
  - Brunnbächli (rechter Quellbach)
    - Sättlerbächli (rechts)
    - Guetlistenbächli (rechts)

  - Fer (linker Quellbach)
    - Chienisholzbächli (links)
    - Mäsletenbächli (links)
    - Griesbächli (links)
    - Talbächli (links)
      - Eglismattbächli (links)
      - Steinlerbächli (links)
      - Weidbächli (links)

    - Grabenbächli (links)

  - Hinter-Oensbergbach (rechts)
  - Talbächli (links)
    - Böwald (links)
    - Leisibüel (rechts)
    - Widebode (rechts)
    - Göltschete (links)
    - Talhof (links)
    - Rinderweg (rechts)

  - Huetgrundbächli (links)
- Birgleste (links)
- Chräbsebächli (links)
  - Baumgarte 2 (rechts)
  - Baumgarte 1 (rechts)
- Aengibächli (rechts)
  - Brand (rechts)
- Rötibächli/Tellengrabenbach (rechts)
  - Chrachen (links)
  - Stierebründli (links)
  - Rötigraben (links)
  - Rötifeld (links)
  - Buechgraben (links)
    - Rötihau (links)
    - S-Bogengraben (links)

  - Mareilislochbach (links)

## Hydrologie
Bei der Mündung des Magdenerbachs in den Rhein  beträgt seine  modellierte mittlere Abflussmenge (MQ) 650 l/s. Sein Abflussregimetyp ist pluvial jurassien, und seine Abflussvariabilität beträgt 24.

## Geschichte
In Rheinfelden wurden früher mit dem Wasser des Bachs der im Halbrund um die Altstadt verlaufende Wassergraben und Gewerbekanäle bewässert. Nach Ende dieser Aufgaben wurde der Magdenerbach auf die östliche Seite der Altstadt umgeleitet. Noch lange bestand der Gewerbekanal vom Magdenerbach zum Fabrikgelände im Oberfeld südlich von Rheinfelden. An den alten Bachverlauf erinnert noch eine kleine Schlucht westlich der Altstadt, das Heimendeckenloch.

## Ökologie
Die Auenlandschaft Ängi ist als Naturschutzgebiet ausgewiesen, das der Kanton Aargau von 2023 bis 2024 im Zusammenhang mit dem viel beachteten Renaturierungsprojekt am Magdenerbach vergrösserte. Dabei wurde unter anderem das Bachbett erweitert, die Sohle mit «unterströmten Baumstämmen» ausgestattet, ein Seitenlauf geöffnet und insgesamt der Wasserstand angehoben. Dadurch stieg der Grundwasserspiegel im Gebiet Ängi, was sich auf die dortigen Trinkwasserfassungen günstig auswirkte. An den Kosten des Projekts beteiligten sich neben dem Bund, dem Kanton, den Gemeinden Rheinfelden und Magden auch der naturmade star-Fonds des Elektrizitätswerks der Stadt Zürich sowie als Grundeigentümerin die Feldschlösschen Getränke AG, die für die Brauerei Rheinfelden Tiefengrundwasser aus dem Tal des Magdenerbachs bezieht. In diesem Gewässer werden gemäss dem Wiederansiedlungskonzept Atlantischer Lachs Schweiz für die Jahre 2021–2025 Jungfische des Atlantischen Lachses ausgesetzt mit dem Ziel, die Laichgebiete dieser Fischart am Rhein wieder zu fördern.
Der Fischereiverein Magdenerbach mit Sitz in Magden pflegt den Fischbestand im Revier am Magdenerbach.